# 애프터: 관계의 함정
"애프터: 관계의 함정"(영어: After We Fell)은 2021년 공개된 미국의 로맨틱 드라마 영화이다. 애나 토드의 동명 소설을 원작으로 하고 있으며, "애프터" (2019), "애프터: 그 후" (2020)의 속편이다.

## 출연
- 히어로 파인스 티핀 - 하딘 스콧 역
- 조세핀 랭퍼드 - 테사 영 역
- 카터 젱킨스 - 로버트 역
- 루이즈 롬바드 - 트리시 대니얼스 역
- 애리엘 케벨 - 킴벌리 역
- 스티븐 모이어 - 크리스천 밴스 역
- 미라 소비노 - 캐롤 영 역
- 챈스 퍼도모 - 랜던 깁슨 역
- 프랜시스 터너 - 캐런 스콧 역
- 롭 에스테스 - 켓 스콧 역
- 키아나 마데이라 - 노라 역